# Cedric Errol Carr
Cedric Errol Carr (* 1892- 1936, Nova Guiné) foi um botânico neozelandês e coletor da flora do Oriente Médio.
Casou-se com Nellie Twiff e mudou-se para a Tasmânia, divorciou-se e manteve a custódia de seu filho John. Nellie Twiff voltou para Mt. Pleasant em Singapura, e ele mudou-se com o filho para East Melbourne, Vitória, na Austrália.